# ぬいぐるまー
『ぬいぐるまー』は、lightが2004年12月24日に発売したアダルトゲームソフト。ジャンルは開発元により「AVG+SLG」に分類されている。

## 解説
本作のシミュレーションゲームパートはターン制を採用しており、3DCGで構成されたマップで戦う仕組みになっている。また、このパートでは、主人公とヒロインの性行為によりヒロインのパートナーである"ぬいぐるまー"が合体攻撃を発動させることができるという特徴を持つ。
また、戦闘中に発生したフラグを利用してイベントCGを見ることも可能である。

## ストーリー
ヌイルグム王国では人間と「ぬいぐるまー」と呼ばれる心を持ったぬいぐるみが仲良く暮らしていたがある日、国王の命令でぬいぐるまー達が次々に捕えられ「きぐるまー」に改造されてしまう。
人間の少女達は国王の独裁体制に立ち向かうべく、別世界から勇者を召喚する。召喚されたのは、別世界では浪人生活から晴れて大学に合格したばかりの冴えない青年・浅葱。喧嘩もしたことが無いのに国王と凶暴化したきぐるまー達と戦って欲しいと懇願され、戸惑うばかりであったが悪者に襲われていた少女を助けようとした際に「合体攻撃」を覚え、そのまま成り行きで王国解放の戦いに身を投じることになる。

## 登場キャラクター
浅葱
主人公。ひょんなことからヌイルグム王国へ召喚され、助平な考えから王国解放に向けて動き出した。

### ヒロイン&ぬいぐるまー
にるも
声：金田まひる
ポジティブな性格のボクっ娘。浅葱のことを勇者さまと呼ぶ。
家事は得意だが、料理に難がある。
伯爵
声：桜川未央
にるものぬいぐるまーで、彼女にとっては父親のような存在でもある。口が悪く喧嘩っ早いが涙もろい一面もある。
まるるん
声：西田こむぎ
両親の仇を追う少女。無口なようで、人によって態度が変わりやすい。
祈りによって神業とも呼べるマッサージを行うことができる。
むーぽん
声：児玉さとみ
まるるんのぬいぐるまーで、見た目はひよこの着ぐるみをかぶった人間。
るあ
声：緒田マリ
ヌイルグム王国のある世界のために命をかける少女で、首にかけた五芒星のペンダントが特徴。
落ち着いた性格をした常識人で、パーティーのまとめ役でもある。
エルダ
声：楠鈴音
るあのぬいぐるまーで、見た目は縦ロールの貴婦人。「ざます」口調をはじめとした貴族らしいふるまいをするも、かなりの貧乏性でもある。
ゆうに
声：とろ美
元サーカス団員の少女。自己中心的な性格ゆえトラブルメーカーでもある。その一方で浅葱に対する想いも強い。
SICK
声：緒田マリ
ゆうにのぬいぐるまーで、背中に背負ったはさみと縫われた左目が特徴。ゆうにとは対照的に臆病なように見えるが、彼女を思う気持ちは強い。
ゆりな
声：MOMO
天真爛漫な少女で、一人称も自分の名前である。改造を受けた“きぐるまー”に衝撃を受け主人公に協力することを決めた。
ジョジョリーノ
声：かわしまりの
ゆりなのぬいぐるまーで、見た目は右目に眼帯をしたピンクのうさぎのぬいぐるみ。エルダ同様「ざます」口調だが、こちらは貴婦人と言うよりゆりなの祖母に近い性質をもっている。

## スタッフ
- シナリオ：岩清水新一
- 原画：刀神真咲
- 音楽：Taiki